# 指挥官基恩之沃提康入侵
《指挥官基恩之沃提康入侵》是三部曲式横向卷轴平台游戏，由深思（id Software前身）开发，天极软件1990年在MS-DOS平台发行。游戏是指挥官基恩系列开山之作。游戏主人公是同名角色、八岁小神童指挥官基恩；三部曲故事中，基恩首先从火星城镇取回太空船零件，接着阻止外星太空船毁灭地球都市，最后前往外星人母星消灭幕后黑手“大智慧”。三部曲中有各类敌人和危险地形，控制基恩跑动、跳跃、射击敌人，不断通过各类关卡。
1990年9月，软盘公司程序师约翰·卡马克研发了一种技术，让当时的个人电脑也能像家用游戏机一样，支持画面多方向流畅滚动。卡马克和同事约翰·罗梅洛、汤姆·霍尔、杰伊·威尔伯等人开发了电脑版《超级马力欧兄弟3》演示，但任天堂谢绝了他们的电脑移植构思。但不久后，天极软件的斯科特·米勒找到他们，希望他们开发新游戏，并由天极以共享软件模式发行。作品定为三部曲；霍尔设计游戏，约翰·卡马克和罗梅洛编程，威尔伯担任经理，后期加入的阿德里安·卡马克设计美术。团队连续奋战近三个月，晚上还将公司电脑搬回约翰·卡马克住所继续工作。
三部曲1990年12月发售，问世后旋即取得成功。天极公司此前月销售额约7,000美元，但《指挥官基恩》仅前两周销售额就达30,000美元；次年6月时，天极月销售额跃升至60,000美元。深思团队收到首张版权支票后从软盘公司辞职；他们之后创立id Software公司，并继续开发了四部指挥官基恩系列游戏。三部曲画面成就和幽默风格获得好评；id Software此后又开发了《德军总部3D》（1992年）和《毁灭战士》大热游戏。《沃提康》三部曲多次收录在id和天极的合集中；2007年游戏登陆Steam平台，面向现代电脑销售。

## 玩法

一部曲「放逐火星」的截图。基恩正向火星生物加格射击，屏幕左侧有只约普。画面中还可见道具红色气球

《指挥官基恩之沃提康入侵》是横向卷轴平台游戏三部曲。游戏多数时间采用侧二维画面，玩家控制指挥官基恩在平面中移动。基恩能左右移动和跳跃；一部曲中拿到彈跳桿后，基恩可以连续高跳。关卡中分布可供站立的平台，一些平台可以从跳跃下方穿过。二部曲中还有会移动的平台，以及踩上可以伸展桥梁的开关。玩家进入关卡后必须找到出口，途中无法存档或退出。各关卡由俯视的二维地图连接；玩家在这张地图中操控基恩选择关卡，同时可以保存进度。一些关卡是可以绕过可选关，还有些则是只能由特殊方式进入的隐藏关。
游戏中基恩要杀掉或躲开敌人。三部曲的敌人的风格不一：一部曲为火星人，二部曲多为机器人，三部曲以外星生物为主。全三部曲中都有沃提康———蓝色巨犬形外形人。关卡中还有电流、尖刺等危险地形。基恩触碰多数敌人和危险地形时会损失生命；失去全部生命时游戏结束。基恩在一部曲中拿到激光枪后，可以消费游戏中找到的弹药攻击敌人。激光枪可击杀部分敌人，但也对某些敌人无效。基恩可以跳起踩晕某些敌人，例如单眼约普；眩晕的敌人会堵住前路，但不会伤害玩家。关卡中有各类食物，玩家拿到后会获得大量分数。基恩每积累一定分数后可获得一条生命。游戏中还有彩色门卡，可以解开关卡中上锁的区域；三部曲还有珍贵的生命之符，让基恩暂时无敌。

## 剧情
《沃提康入侵》共分三部：「放逐火星」、「地球爆炸」和「基恩必须死！」。一部曲中，八岁神童比利·布雷兹造了艘宇宙飞船，并带上哥哥的棒球帽号称指挥官基恩。一天夜里，基恩趁家人不在时，驾驶飞船前往火星探索。然而沃提康在基恩离开飞船时，将四个重要的飞船零件偷走，藏到火星人的城市中。基恩前往火星人众城，一边找寻零件一边应对挡路的火星人和机器人。击败守卫最终零件的沃提康后，基恩回到了地球；他带回来的宠物约普吓到了父母。此时，一艘沃提康母舰即将攻击地球。
二部区中，沃提康母舰的激光炮已锁定八座地球大都市；基恩前往母舰关闭激光炮。基恩和新的敌人与危险地形作战，并消灭激光炮控制区的沃提康。在关卡尾声，他发现沃提康被神秘的「大智慧」控制了神智，而大智慧才是攻击地球的幕后黑手。
三部曲中，基恩来到沃提康的母星寻找大智慧。他穿过沃提康的城市，和以沃提康为主的敌人战斗，最终到达大智慧的老巢。他发现大智慧的真身是同校宿敌——智商比他“高一个点”的莫蒂默·麦克米雷。基恩战胜麦克米雷操控的“碾压机”，解除了沃提康的精神控制。沃提康王和「其他你没有屠杀的沃提康」向基恩授予奖章以示感谢。

## 开发

### 发端
1990年9月，约翰·卡马克在路易斯安那州什里夫波特的软盘公司担任程序师，为游戏订阅服务暨杂志《玩家之刃》编写游戏。借助迈克尔·亚伯拉什的“强力图形程序”副本，他能够从头开发支持多方向流畅滚动画面的电脑游戏。当时红白机等游戏机采用特殊硬件，可以快速重绘整个画面，实现流畅滚动效果；而IBM兼容机难以望其项背。其他卷轴电脑游戏若非卡顿地重绘整个画面，便如卡马克前期作品一样只能单向滚动。卡马克抛弃其他程序师的「聪明小技巧」，开创了切片适配更新技术解决这一问题：当玩家角色移动时，平移大部分现有画面，并只绘制新的可见区域。和同事汤姆·霍尔交流时，霍尔鼓励他在电脑平台重制《超级马力欧兄弟3》第一关的演示。二人忙碌一整夜，卡马克优化代码，霍尔重制画面，并将马力欧替换为《玩家之刃》游戏《危险的戴夫》中的同名角色。次日（9月20日）早上，卡马克和霍尔将成果《危险的戴夫之侵犯版权》展示给同事约翰·罗梅洛。罗梅洛认为卡马克的代码成就巨大：任天堂身居日本最成功公司之列，马力欧系列的作用举足轻重；将这一系列的玩法搬上电脑会引发巨大效应。软盘编程准则要求程序适配16色EGA图形处理器，因此卷轴技术不符合公司要求；和罗梅洛不同，非游戏程序师同事对此反应并不热烈。
罗梅洛认为，卡马克点子的潜力在软盘公司身上纯属「浪费」。虽然其他《玩家之刃》团队成员多少有同感，但罗梅洛尤其认为公司消磨了他们的天分：以他之见，公司他们的游戏营收，只是把游戏设计当成平凡的软件编程，既不会理解亦不懂欣赏。团队经理杰伊·威尔伯提议将演示寄给任天堂，展现他们有开发电脑版《超级马力欧兄弟》的能力。卡马克、罗梅洛、霍尔、威尔伯和《玩家之刃》编辑莱恩·罗瑟团队决定，制作完整演示游戏寄给任天堂。他们住所中没有电脑，但又不方便在软盘公司制作；因此周末他们将公司电脑「借」走，用车运到卡马克、威尔伯和罗瑟的房子。为制作演示，团队72小时无休。他们用一些技巧复制了《超级马力欧兄弟》的图像、音效和关卡设计，并在标题画面署名程序师为“深思”——罗梅洛在之前软盘的项目中使用的名字。数周后他们收到答复，但结果并非所望：任天堂称赞他们的作品，但并不希望马力欧系列登陆非任天堂主机。
大约在收到任天堂谢绝信的同时，罗梅洛收到许多《玩家之刃》读者来信，皆自称是罗梅洛游戏的爱好者。当他发现这些寄件人——实际都是天极软件的斯科特·米勒——来自同一地址时，气愤地写了封回信。之后米勒通过电话解释，他想私下联系罗梅洛，但担心公司监控邮件，故出此策。他看中罗梅洛的迷宫类冒险游戏《埃及金字塔》，希望他继续制作关卡，并由天极软件以共享软件模式发行。该模式免费推出部分游戏内容，其余部分需从天极公司处购买。罗梅洛称《埃及金字塔》的版权在软盘手上，不过他们正制作一款更优秀的游戏。罗梅洛将《马力欧》演示寄给米勒，二人达成协定，深思为天极开发一款新游戏。与团队磋商后，米勒支付了全部开发预算2,000美金；米勒后来称，这是天极当时的全部资金。团队则只有几个月的时间，必须在1990年圣诞节前交付游戏。依天极的共享软件销售模式，游戏分成三部分；其中第一部分免费发布，吸引客户购买完整游戏。

### 创作
深思开会探讨游戏设计。霍尔认为他们已经掌握了技术，提议制作《超级马力欧兄弟》式的游戏机风格平台游戏；他还提出采用科学幻想主题。卡马克提出小神童拯救世界的点子后，霍尔迅速写出故事摘要：八岁的天才比利·布雷兹用他的宇宙飞船保卫地球。当他用夸张的腔调朗读摘要时，大家大笑喝彩，同意制作《基恩指挥官之沃提康入侵》。
深思团队无力全职开发游戏，故他们白天继续为《玩家之刃》制作游戏，晚上创作《指挥官基恩》。他们周末将电脑搬到卡马克家：晚上将电脑装车运走，清早趁其他人未至时还回。为了制作游戏，他们还向软盘公司申请升级电脑。团队人员各司其职：霍尔是游戏设计师和创意总监，约翰·卡马克和罗梅洛编写程序，威尔伯担任经理。开发后期，他们邀请软盘美术师阿德里安·卡马克入伙，并将羅瑟踢出团队；自封领队罗梅洛虽然喜欢羅瑟，但认为其工作理念同其他团队成员不合，也倾向请他离队。1990年10月至12月，除软盘工作的时间外，深思将近乎全部精力投入到《指挥官基恩》制作中；威尔伯强迫他们吃饭休息。团队几名成员后来接受采访时都提到，一个暴雨之夜，回房子的桥被洪水淹没，罗梅洛坚持涉河继续工作。
游戏体现了首席设计师霍尔的个人经历和哲学：基恩的红鞋和绿湾包装工橄榄球盔是他小时候的装备；死亡敌人留下尸体意在告诉儿童玩家死亡是永久的；敌人设计则大体借鉴了西格蒙德·弗洛伊德的哲学理论，如本我（id）。霍尔还参考了《24½世纪英雄》（1953年）等查克·琼斯执导动画，以及莱昂·米勒1953年短篇故事、讲述儿童制作太空船的《沃普反应之可用数据》。基恩的太空船“培根豆”出自喬治·卡林的幽默短剧：用月桂叶除臭结果气味像肉汤中捞出的豆子。基恩反映了霍尔童年渴望的模样。团队加入了非线性探索和弹跳杆等元素，以和本源《超级马力欧兄弟》体现差别。米勒认为秘密和隐藏区域是《超级马力欧兄弟》流行的一大原因，因此霍尔设计了一些隐藏内容，如一部曲的隐藏关卡，破译“银河字母表”后可读的隐藏信息、笑话和提示。游戏关卡使用自制管程序“图块编辑器”创作；这一程序原为《危险的戴夫》设计，后用于基恩全系列和其他若干游戏。为延续游戏故事氛围，吸引玩家游玩下一部曲，团队在三部曲各作间设置了悬念。
游戏几近完工时，米勒开始向玩家推销作品。团队的更新消息让他大为振奋，他开始在各电子公告板（BBS）和能联系的游戏杂志上大力宣传游戏，并每周给团队寄送100美元的“比萨奖励”（名出游戏中一食物道具），让他们保持动力。游戏1990年12月初完工。12月14日，米勒将一部曲上传到BBS；后两部曲售价30美元，将软盘装在塑料袋中邮递销售。

## 评价
《指挥官基恩》旋即成为天极畅销作品：公司之前月销售额在7,000美元档次，但《基恩》到圣诞节时销售额已近30,000美元。米勒称，游戏像在杂志编辑和BBS管理者间投下「小原子弹」。因为游戏大热，她还请母亲帮忙、并雇用首位员工接听咨询电话，他还辞去其他工作，将天极从家里搬到办公室。1991年6月时，游戏月销售额超过60,000美元；团队1995年估计，游戏总销售额达30余万美元。《个人电脑杂志》的克里斯·帕克1991年末称，游戏发行大获成功。天极在当年的广告传单中宣称，计划授权其他发行商推出红白机移植版，但终无下文。斯科特·米勒2009年估计，三部曲最终售出5万余套。
《PC杂志》的巴里·西蒙称赞游戏画面能力有“任天堂范”，不过他称虽然图像画得好，但就分辨率而言并不出彩。他认为游戏很大程度来说是街机作品，玩家买的不是“妙趣横生的情节或突破性的创意”，但她表示全三部曲都很有趣，更因卷轴画面从同类游戏中脱颖而出。1992年《个人电脑世界》的总结称游戏是「当前最出彩的游戏之一」，游戏音效和画面出色；《CQ业余无限电》也称「任天堂来到电脑上」，是评测人迄今所见最佳动作/冒险游戏。1992年10月，共享软件产业奖授予指挥官基恩系列最佳娱乐软件暨最佳综合奖。1993年，桑迪·皮特森在《龙》首期「監督之眼」专栏中评测指挥官基恩全系列，称系列就动作游戏而言画面非常有趣。他称虽然知道有欠《超级马力欧兄弟》，但包括沃提康三部曲在内，系列是同类游戏中之佳作：游戏虽不是「无脑难度」，但玩家过关仍要些许思考；游戏画面和玩法也很幽默。

## 影响
1991年1月，深思拿到第一张版税支票：天极支付的10,500美元。他们认为现在可以全职开展事业，无需为软盘公司打工。霍尔和威尔伯担心，若不礼貌地告知软盘，很可能会招至诉讼。但罗梅洛和约翰·卡马克认为，他们认为没有可以被起诉的资产，此想法纯属多虑。不久，约翰·卡马克与雇主、软盘持有人阿尔·维科维斯发生冲突。团队工作日渐浮躁、不上心，且数次申请升级电脑，维科维斯已有所怀疑。公司其他雇员也告诉维科维斯，团队在私自开发游戏。他认为卡马克不擅说谎。卡马克坦诚，他们用公司电脑开发《基恩》且不感到愧疚，并计划全员离开公司。维科维斯认为公司还依赖《玩家之刃》订阅，想说服团队创办新公司，与软盘保持合作。当深思在办公室公开协议时，其他员工对这种盗窃公司反受「褒奖」的做法不满，威胁辞职集体。数周谈判后，深思团队承诺每两周为软盘开发一款游戏，并于1991年2月1日创办id Software。
安德鲁·威廉姆斯在2017年著作《数字游戏史》中称，和之前的平台电脑游戏不同，《沃提康》不是把屏幕片段拼接起来，而是营造了玩家「轻松移动」探索开放大空间的感觉；这「大体象征电脑游戏的新方向」，也确立了此后id游戏系统机制的基石。1991年夏，id召开游戏开发者研讨会，计划授权《指挥官基恩》引擎；是为Quakecon和id游戏引擎许可标准的精神前身。id Software又开发了多款指挥官基恩系列游戏：《指挥官基恩与基恩之梦》1991年发行，这是应与软盘协议开发的作品；《指挥官基恩之再见，银河》分「神谕之迷」和「末世机器」两部曲，1991年12月由天极发行；最后一部id基恩《指挥官基恩之外星人吃了我的保姆》大约由FormGen在同期发行。另一三部曲《宇宙是吐司！》原定1992年12月发行，但因《德军总部3D》大获成功，id Software专注《毁灭战士》而取消。系列最后一作《指挥官基恩》为Game Boy Color游戏，由大卫·A·帕尔默制作开发，id Software协助，动视2001年发行。
《沃提康》三部曲后收录于多款合集，包括1996年的《id精选辑》，1998年天极的《沃提康入侵》和《再见，银河》合集，2001年3D Realms的类似合集《指挥官基恩组合CD》，以及2004年的《3D Realms精选辑》。2007年，系列作品与DOS模拟器打包，以《指挥官基恩完全包》名义在Steam商店上架，面向现代电脑销售；《沃提康》三部曲收录其中。据Steam Spy统计，截至2017年，Steam版游戏售出20余万套。